# Bartosz Walczak
Bartosz Marek Walczak (ur. 7 października 1971 w Łodzi) – polski konserwator zabytków, architekt, doktor habilitowany, profesor Politechniki Łódzkiej.

## Życiorys
W latach 1985–1989 uczył się w I Liceum Ogólnokształcącym im. Mikołaja Kopernika w Łodzi. W latach 1985–1989 odbył kurs malarstwa i rysunku w łódzkim Pałacu Młodzieży. Następnie w latach 1989–1994 studiował w Instytucie Architektury i Urbanistyki Politechniki Łódzkiej uzyskując tytuł magistra inżyniera architekta w oparciu o pracę dyplomową „Adaptacja zespołu fabrycznego w Łodzi przy ul. Smugowej 11 na wielofunkcyjny obiekt sportowo-kulturalny”.
W latach 1994–1998 pracował w Pracowni Architektoniczno-Urbanistycznej Lipski i Wujek. W 1995 odbył letnią szkołę The Civilised City, organizowana przez The Prince of Wales’s Institute of Architecture oraz odbył naukę w Podyplomowym Studium Pedagogiczne przy Politechnice Łódzkiej. Odbył również studia doktoranckie w University of Strathclyde w Glasgow, uzyskując stopień doktora w oparciu o pracę doktorską „British experience in the conversion and rehabilitation of textile mills and the lessons for comparable work in Łódź, Poland”.
W latach 2004–2008 był starszym specjalistą w Wojewódzkim Urzędzie Ochrony Zabytków w Łodzi, następnie w latach 2008–2011 zastępcą Wojewódzkiego Konserwatora Zabytków. W latach 2011–2013 piastował stanowisko Miejskiego Konserwatora Zabytków w Łodzi. Następnie pracował jako adiunkt w Zakładzie Historii Architektury, Budowy Miast i Konserwacji Zabytków w Instytucie Architektury i Urbanistyki Politechniki Łódzkiej, a także wykładowca studiów podyplomowych: „Rewitalizacja miast i struktur poprzemysłowych” i „Ochrona Historycznych Struktur Budowlanych” na Politechnice Łódzkiej oraz „Ochrona Dziedzictwa Kulturowego” na Politechnice Warszawskiej. Pracuje na stanowisku profesora Politechniki Łódzkiej.
Do jego zainteresowań naukowych należy historia architektury XIX i XX wieku, dziedzictwo przemysłowe i jego rewitalizacja. Jest autorem i współautorem licznych projektów rewitalizacji i adaptacji budynków poprzemysłowych w Łodzi oraz autorem kilkudziesięciu publikacji naukowych. Jest członkiem Łódzkiego Towarzystwa Naukowego i Międzynarodowego Komitetu Dziedzictwa Przemysłowego (w latach: 2006-2011 jako sekretarz zarządu, obecnie członek prezydium). W latach 2005–2013 był członkiem Polskiego Komitetu Narodowego Rady Ochrony Zabytków ICOMOS.
Był zaangażowany w działania na rzecz wpisania łódzkiego Cmentarza Żydowskiego na Listę Światowego Dziedzictwa UNESCO.

## Nagrody
- Wyróżnienie w konkursie na koncepcję urbanistyczną zespołu mieszkalno-usługowego nad rzeką Dzierżęcinką w śródmieściu Koszalina (1992).
- Wyróżnienie w konkursie na koncepcję architektoniczną zabudowy południowej pierzei placu im. Tadeusza Kościuszki w Tomaszowie Mazowieckim (1992),
- II nagroda w konkursie na koncepcję architektoniczno-urbanistyczną zagospodarowania terenu Śródmiejskiej Dzielnicy Mieszkaniowej (1993),
- Wyróżnienie w konkursie Architekta Miasta Łodzi na najlepszą pracę dyplomową Instytutu Architektury i Urbanistyki Politechniki Łódzkiej (1995),
- Nagrody Rektora Politechniki Łódzkiej (2002, 2002, 2004, 2008, 2010, 2011),
- Nagroda Marszałka Województwa Łódzkiego za najlepszą rozprawę doktorską o tematyce związanej z Łodzią i regionem (2003),
- Wyróżnienie Ministra Infrastruktury za kierownictwo pracy dyplomowej mgr inż. arch. Eweliny Tarkowskiej pt. Centrum kultury, informacji i mediów – mediateka (2008)[1],
- European Union Prize for Cultural Heritage/Europa Nostra Award 2013[6][1]
- Nagroda Marszałka Województwa Łódzkiego za najlepszą rozprawę habilitacyjną o tematyce związanej z Łodzią i regionem[1].

## Realizacje
- 1994-1998 – centrum handlowo-biurowe Orange Plaza (współautor: Z. Lipski i B. Wujek),
- 2000-2001 – rozbudowa Centralnego Muzeum Włókiennictwa w Łodzi: skrzydło B (realizacja) oraz skrzydło D (projekt koncepcyjny) w latach 2000–2001 (współautor Henryk Jaworowski),
- 2012 – remont elewacji kamienicy przy ul. Piotrkowskiej 86,
- 2013 – Współpraca z Muzeum Miasta Łodzi przy wystawie „Zakład Urbanowskich. Rodzina Dzieło Twórcy”[1].